# X-16 (航空機)
ベル X-16
- 用途：高高度偵察機
- 製造者：ベル・エアクラフト
- 運用者：アメリカ空軍
- 生産数：1機（未完成）

ベル X-16 (Bell X-16) はアメリカ合衆国が開発していた長距離高高度偵察機。同様の機体であるU-2の開発に先行されたために開発途中でキャンセルされ、実機は完成していない。

## 概要
1953年7月にアメリカ空軍は、ベル社、マーティン社、フェアチャイルド社の各航空機メーカーに対して長距離高高度偵察機の設計案提出を要請した。高度20,000m以上の高高度を隠密飛行する戦略偵察用の機体であり、航続距離も4,800km以上が求められた。各社は要請に応え、その中からベル社案（モデル67）が1954年3月に採用された。偵察機の開発であることを秘匿するために、実験機分類記号であるXナンバーが割り振られ、1954年5月にX-16と命名された。28機が発注されている。
X-16はジェットエンジン双発の機体であり、エンジンは主翼中ほどに吊り下げられている。主翼は浅い後退翼であり、後退角は15度、高高度飛行向けにアスペクト比12の細長い形状となっている。
X-16は秘密裏に製作が進められ、モックアップは完成している。しかし、1955年8月4日にU-2が初飛行しその開発が先行したため、1956年に開発は中止された。開発中止時点で初号機は80%の完成状態であった。

## 要目（計画値）
- 全長：18.55m
- 全幅：35.0m
- 全高：5.2m
- 自重：10.5t
- 全備重量：16.4t
- エンジン：プラット・アンド・ホイットニー J57 ターボジェット（推力4.5t） 2基
- 乗員：1名
- 上昇限度：約22,000m
- 航続距離：約5,300km
- 最大速度：約890km